# Jiří Štědroň

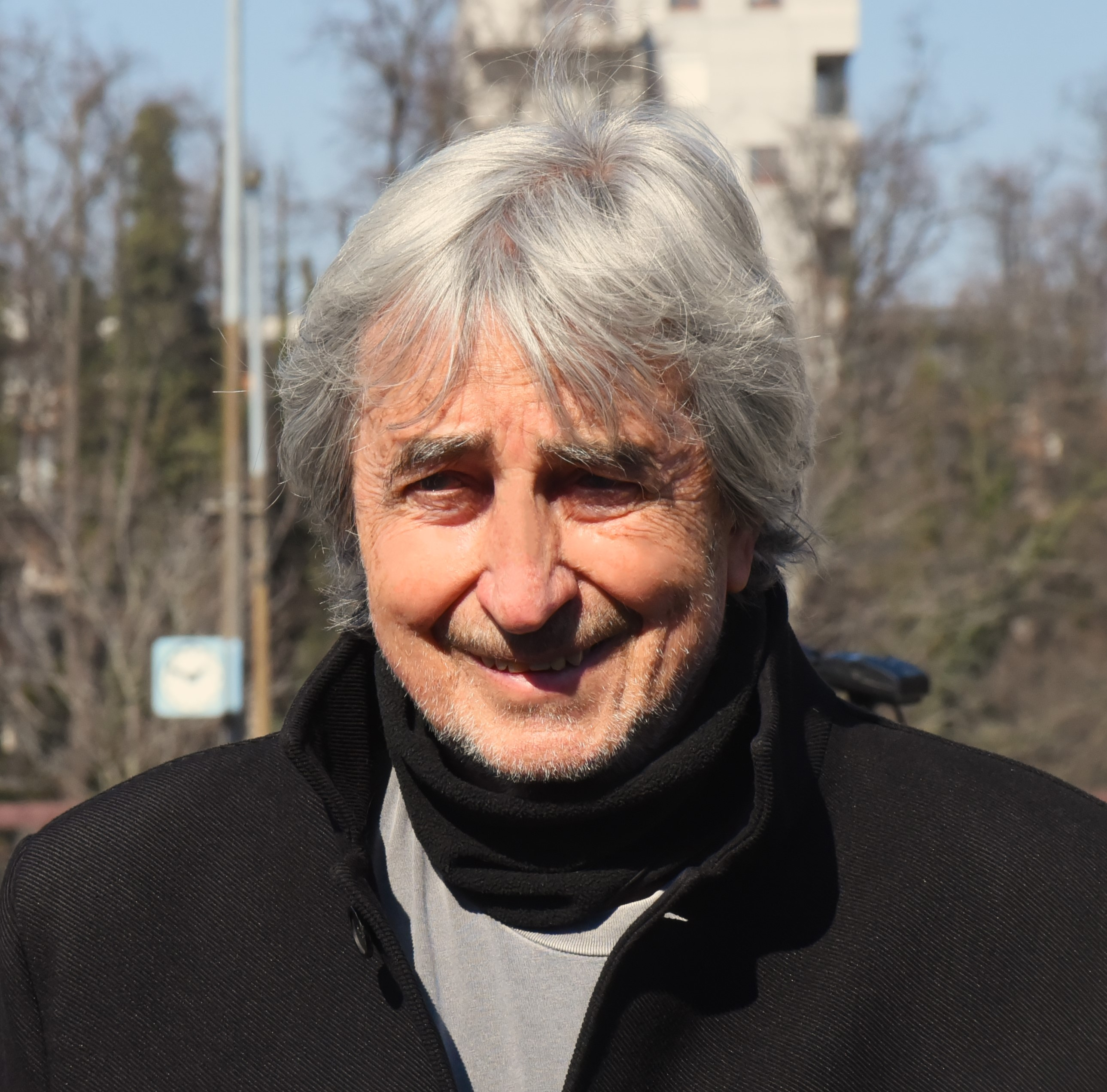
Jiří Štědroň (2025)

Jiří Štědroň (* 23. května 1942 Vyškov) je český herec, zpěvák, textař a podnikatel, synovec klavíristy a muzikologa Bohumíra Štědroně a bratranec hudebního skladatele Miloše Štědroně. V současné době[kdy?] je členem Divadla Semafor a po letech reklamního podnikání, kdy vůbec nevystupoval, opět veřejně hraje a zpívá.

## Život
Narodil se v rodině klavíristy a hudebního vědce Jana Štědroně (1907–1981). Rodiče se brzy rozvedli a matka studovala právnickou fakultu, a proto vyrůstal u prarodičů ve Vyškově. Po maturitě na gymnáziu ve Vyškově vystudoval v roce 1963 činoherní herectví na Janáčkově akademii múzických umění v Brně, kde se spřátelil s Ladislavem Frejem a s Borisem Hybnerem, s nímž veřejně vystupoval jako zpěvák. Působil také v Satirickém divadle Večerní Brno, kde se už profiloval také jako zpěvák. Už v roce 1959 totiž nahrál první snímky v brněnském rozhlase a televizi (1961) a spolupracoval s orchestrem Gustava Broma.
Po studiích se oženil s herečkou Marií Durnovou. Při povinné vojenské službě a po ní přijal angažmá v Armádním uměleckém souboru AUS (1964–1966). Roku 1966 následoval svoji manželku do libereckého Divadla F. X. Šaldy.
Dále hrál ve Státním divadle Brno, Divadle poezie, Divadle X, na pozvání Jiřího Štaidla vystupoval v hudebním divadle Apollo.
Pak ale na dlouhá léta zvítězila hudba a zpívání nad divadlem a herectvím. Pravidelně vystupoval s orchestry Karla Vlacha, Josefa Vobruby a Václava Hybše. Spolupracoval se skladateli Karlem Ulrychem, Jaromírem Klempířem, Vladimírem Popelkou, Janem Spáleným, Vladimírem Bárou a Jindřichem Brabcem. V populární anketě Zlatý slavík se pohyboval do dvacátého místa. V letech 1971–1991 zpíval s vlastním hudebním doprovodem, což po listopadu 1989 uškodilo jeho popularitě.
Během let natočil několik set skladeb, které se hrály v rozhlase, televizi a vyšly na deskách, patřil k nejprodávanějším československým interpretům. Zúčastnil se zahraničních zájezdů po Evropě, Americe či Japonsku.
Do roku 1975 souběžně působil v propagandistickém souboru Plameny pod patronací Socialistického svazu mládeže, který měl být vzorovým příkladem ideologicky nezávadné populární hudby v období po srpnu 1968, a účastnil se mimo jiné festivalu politické písně v Sokolově. Z tohoto souboru pak odešel pod záminkou zdravotních a osobních problémů, což se mu bez kariérních následků podařilo. Spolupracoval s Luďkem Nekudou v recitálu „Pánská jízda“ pro klubová představení. V roce 1975 vyhrál Děčínskou kotvu a v následujících letech tamtéž získal zlatou, dvě stříbrné a jednu bronzovou cenu. V 80. letech vytvořil tvůrčí tandem se skladatelem a kapelníkem Zdeňkem Bartákem ml., psal si též vlastní texty. Zpíval s Petrou Černockou v uskupení Golf.
Po roce 1989 se věnoval podnikání ve sklářském průmyslu, v reklamě a veřejně nevystupoval. V roce 2000, kdy zastával pozici obchodního ředitele Pragokoncertu, mu Ladislav Županič nabídl vystupování v Karlínském divadle; v té době jej angažovalo i divadlo Semafor, kde účinkuje dosud.
Bratranec Miloš Štědroň (* 1942) je muzikolog a vysokoškolský pedagog v Brně, bratranec Bohumír Štědroň (* 11. dubna 1948) je prognostik, manažer a vysokoškolský pedagog.

## Diskografie
- Jak to chodí/Vlaky – Supraphon, SP (Podtitul: Melodie z filmu Podraz)
- 1971 Bim - bam, řekl by zvon - Jiří Štědroň/Ó, Magdaléno - Aleš Ulm – Supraphon 0 43 1187, SP
- 1972 Blíž a blíž/Džulija – Supraphon 0 43 1374 h, SP
- 1974 Neklidné srdce – Supraphon 1 13 1543 H, LP
- 1977 Jezdec formule život – Supraphon
- 1980 Belinda/Šestnáct růží – Supraphon, SP
- 1983 Hele, Heleno/Mám po krk tajné lásky – Supraphon, SP[4]
- 2001 Největší hity – Sony Muisc/Bonton, CD
- 2002 Pánská jízda Jiřiho Štědroně a Luďka Nekudy – FR centrum, 2CD
- 2009 Pop galerie – Supraphon, CD SU5973-2
- 2013 Jsem jen herec – vydavatelství SOCHA, CD
- 2023 Čekám, až zavolají z Halyvůdu

### Kompilace
- 2002 Hvězdy nad Bromem – FR centrum FR 0046-2 EAN 8594046 745299, CD – Orchester Gustava Broma – 23. Neklidné srdce (Cuore matto) – Jiří Štědroň a Milan Černohouz

## Televize
- 1969 Popelka (TV filmová pohádka) – role: princ Mojmír

## Kniha
- Jiří Štědroň: Jak se dělá hvězda, vydalo nakladatelství BVD v roce 2012, podtitul: Pozoruhodná próza Jiřího Štědroně, ISBN 978-80-87090-58-9,[5]